# Austin Ejide
Augustine Amamchukwu Ejide známý jako Austin Ejide (* 8. dubna 1984, Onitsha, Nigérie) je nigerijský fotbalový brankář a reprezentant, účastník 3 světových šampionátů. Mimo Nigérii prošel angažmá v Tunisku, Francii a Izraeli. V současnosti je bez angažmá.

## Klubová kariéra
- Gabros International FC 1999–2002
- Étoile Sportive du Sahel 2002–2006
- SC Bastia 2006–2009
- Hapoel Petah Tikva FC 2009–2012
- Hapoel Be'er Sheva FC 2012–2015

## Reprezentační kariéra
V reprezentačním A-mužstvu Nigérie debutoval v roce 2001.
S nigerijskou reprezentací se zúčastnil několika afrických a tří světových šampionátů (MS 2002 v Japonsku a Jižní Koreji, MS 2010 v Jihoafrické republice, MS 2014 v Brazílii).